# Delphinium dasycarpum
Delphinium dasycarpum är en ranunkelväxtart som beskrevs av John Stevenson och Dc.. Delphinium dasycarpum ingår i släktet storriddarsporrar, och familjen ranunkelväxter. Inga underarter finns listade i Catalogue of Life.